# Liga LGT 2021
La temporada 2021 de la Liga LGT es la decimoséptima edición de la competición de traineras organizada por la Liga Noroeste de Traineras. Compitieron 23 equipos encuadrados en dos grupos. La temporada regular comenzó el 26 de junio en Muros (La Coruña) y terminó el 21 de agosto en Moaña y Chapela (Pontevedra). Posteriormente, se disputaron los play-off para el ascenso a la Liga ACT y entre los dos grupos de la Liga LGT.

## Sistema de competición
La Liga LGT está dividida en 2 grupos cada uno de los cuales disputa un calendario de regatas propio. Al finalizar la liga regular y para decidir los ascensos y descensos entre la Liga ACT y los 2 grupos de la Liga LGT se disputan sendos play-off:
- Play-off de ascenso a Liga ACT: se disputa 1 plaza en la Liga ACT entre el penúltimo clasificado de dicha competición, ya que el último desciende directamente, los 2 primeros del Grupo A y los 2 primeros del Grupo 1 de la Liga ARC.
- Play-off entre grupos LGT: el campeón del Grupo B asciende directamente al Grupo A, el último clasificado del Grupo A desciente automáticamente; y la última plaza del Grupo A se disputa entre los penúltimo y antepenúltimo  clasificados del Grupo A y el segundo y tercero del Grupo B. Estas regatas se disputan junto el Trofeo Teresa Herrera.

La regata Trofeo Teresa Herrera fue incluida en ambos grupos no siendo puntuable para el Grupo B.

## Impacto de la pandemia de COVID-19
A lo largo de la temporada, las siguientes tripulaciones se vieron afectadas por COVID-19 no pudiendo disputar las regatas que se indican:
- Cesantes en la VIII Bandera Bahía de Mera[1] y X Bandera Virgen del Carmen;[2] se le concedieron 5 y 6 puntos al ser la media de los puntos conseguidos hasta esa fecha igual a 5,5.[3]
- Perillo en la XVII Bandera Ciudad de Ferrol[4] y XXVII Bandera de Villagarcía;[5] se le concedieron 2 puntos por regata al ser la media de los puntos conseguidos hasta esa fecha.[3]
- Chapela en la XVII Bandera Ciudad de Ferrol[4] y XXXVII Bandera Concejo de El Grove;[6] se le concedieron 5 puntos por regata al ser la media de los puntos conseguidos hasta esa fecha.[3]
- Amegrove en la XXXVII Bandera Concejo de El Grove,[6] V Bandera Concejo de Cedeira[7] y XXXIII Bandera Princesa de Asturias;[8] se le concedieron 7 puntos por regata al ser la media de los puntos conseguidos hasta esa fecha.[3]
- Narón en la V Bandera Concejo de Cedeira[7] y XXXIII Bandera Princesa de Asturias;[8] se le concedieron 10 puntos por regata al ser la media de los puntos conseguidos hasta esa fecha.[3]
- Vilaxoán en la XIV Bandera Concejo de Muros[9] y XVIII Bandera Concejo de Rianjo; se le concedieron 6 puntos por regata al ser la media de los puntos conseguidos hasta esa fecha.[3]

## Calendario
Las siguientes regatas tuvieron lugar en 2021.

### Grupo A
| Orden | Regata                                             | Fecha        | Hora  | Localidad            | Provincia  |
| ----- | -------------------------------------------------- | ------------ | ----- | -------------------- | ---------- |
| 1     | V Bandera Muros de San Pedro                       | 16 de junio  | 18:00 | Muros                | La Coruña  |
| 2     | XVI Bandera Concejo de Puebla                      | 4 de julio   | 12:30 | Puebla del Caramiñal | La Coruña  |
| 3     | X Bandera Salgado Congelados                       | 10 de julio  | 18:30 | Perillo              | La Coruña  |
| 4     | VII Bandera Marina Cabo de Cruz - Concejo de Boiro | 11 de julio  | 12:00 | Boiro                | La Coruña  |
| 5     | VIII Bandera Bahía de Mera                         | 17 de julio  | 17:30 | Mera                 | La Coruña  |
| 6     | X Bandera Virgen del Carmen                        | 18 de julio  | 11:15 | El Grove             | Pontevedra |
| 7     | XXVI Bandera Concejo de Bueu                       | 24 de julio  | 18:30 | Bueu                 | Pontevedra |
| 8     | XXVII Bandera de Villagarcía                       | 25 de julio  | 12:30 | Villagarcía de Arosa | Pontevedra |
| 9     | VI Bandera Cesantes - Concejo de Redondela         | 7 de agosto  | 17:00 | Cesantes             | Pontevedra |
| 10    | XIV Bandera Concejo de Muros                       | 14 de agosto | 18:30 | Esteiro              | La Coruña  |
| 11    | XVIII Bandera Concejo de Rianjo                    | 15 de agosto | 12:00 | Rianjo               | La Coruña  |
| 12    | VII Bandera Isla de Samertolameu                   | 21 de agosto | 18:30 | Meira                | Pontevedra |
| 13    | XXXV Trofeo Teresa Herrera                         | 28 de agosto | 19:00 | La Coruña            | La Coruña  |

### Grupo B
| Orden | Regata                                                             | Fecha        | Hora  | Localidad            | Provincia  |
| ----- | ------------------------------------------------------------------ | ------------ | ----- | -------------------- | ---------- |
| 1     | XXVII Bandera Concejo de Vigo                                      | 3 de julio   | 17:30 | Vigo                 | Pontevedra |
| 2     | XXXI Bandera Concejo de Cangas                                     | 4 de julio   | 12:00 | Cangas de Morrazo    | Pontevedra |
| 3     | III Bandera de Narón                                               | 10 de julio  | 18:30 | Narón                | La Coruña  |
| 4     | XXXV Bandera Concejo de Redondela                                  | 17 de julio  | 18:30 | Chapela              | Pontevedra |
| 5     | V Bandera Concejo de Mugardos                                      | 18 de julio  | 12:30 | Mugardos             | La Coruña  |
| 6     | XVII Bandera Ciudad de Ferrol - III Memorial Niguel Derungs Criado | 24 de julio  | 16:45 | Ferrol               | La Coruña  |
| 7     | XXXVII Bandera Concejo de El Grove                                 | 1 de agosto  | 11:30 | El Grove             | Pontevedra |
| 8     | V Bandera Concejo de Cedeira                                       | 7 de agosto  | 17:00 | Cedeira              | La Coruña  |
| 9     | XXXIII Bandera Princesa de Asturias                                | 8 de agosto  | 17:00 | Castropol            | Asturias   |
| 10    | Bandera Camino de Barbanza a Origen                                | 14 de agosto | 18:30 | Puebla del Caramiñal | La Coruña  |
| 11    | I Bandera Isla de Samertolameu - Fandicosta                        | 21 de agosto | 17:30 | Chapela              | Pontevedra |

### Play-off de ascenso a Liga ACT
| Orden | Regata      | Fecha            | Hora  | Provincia |
| ----- | ----------- | ---------------- | ----- | --------- |
| 1     | Bermeo      | 18 de septiembre | 18:11 | Vizcaya   |
| 2     | Portugalete | 19 de septiembre | 11:50 | Vizcaya   |

### Play-off entre grupos
| Orden | Regata    | Fecha        | Hora  | Localidad | Provincia |
| ----- | --------- | ------------ | ----- | --------- | --------- |
| 1     | Jornada 1 | 28 de agosto | 17:15 | La Coruña | La Coruña |
| 2     | Jornada 2 | 29 de agosto | 11:00 | La Coruña | La Coruña |

Estas regatas se disputan dentro del XXXV Trofeo Teresa Herrera, en tandas separadas.

## Traineras participantes

### Grupo A
| Equipo       | Nombre de la Trainera | Localidad            | Provincia  | Localización de los equipos del Grupo A                                                   |
| ------------ | --------------------- | -------------------- | ---------- | ----------------------------------------------------------------------------------------- |
| Muros        | Muradana              | Muros                | La Coruña  | Muros Esteirana Puebla Cabo Mecos Rianxo Bueu Samertolameu Vilaxoan Cesantes Perillo Mera |
| Esteirana    | Esteirana             | Esteiro              | La Coruña  | Muros Esteirana Puebla Cabo Mecos Rianxo Bueu Samertolameu Vilaxoan Cesantes Perillo Mera |
| Puebla       | Carmela               | Puebla del Caramiñal | La Coruña  | Muros Esteirana Puebla Cabo Mecos Rianxo Bueu Samertolameu Vilaxoan Cesantes Perillo Mera |
| Cabo de Cruz | Cabo da Cruz          | Boiro                | La Coruña  | Muros Esteirana Puebla Cabo Mecos Rianxo Bueu Samertolameu Vilaxoan Cesantes Perillo Mera |
| Mecos        | Mequiña               | El Grove             | Pontevedra | Muros Esteirana Puebla Cabo Mecos Rianxo Bueu Samertolameu Vilaxoan Cesantes Perillo Mera |
| Rianxo       | Concello de Rianxo    | Rianjo               | La Coruña  | Muros Esteirana Puebla Cabo Mecos Rianxo Bueu Samertolameu Vilaxoan Cesantes Perillo Mera |
| Bueu         | Maruxia               | Bueu                 | Pontevedra | Muros Esteirana Puebla Cabo Mecos Rianxo Bueu Samertolameu Vilaxoan Cesantes Perillo Mera |
| Samertolameu | A Terca               | Meira                | Pontevedra | Muros Esteirana Puebla Cabo Mecos Rianxo Bueu Samertolameu Vilaxoan Cesantes Perillo Mera |
| Vilaxoán     | A Revenida            | Villajuán de Arosa   | Pontevedra | Muros Esteirana Puebla Cabo Mecos Rianxo Bueu Samertolameu Vilaxoan Cesantes Perillo Mera |
| Cesantes     | San Pedro             | Cesantes             | Pontevedra | Muros Esteirana Puebla Cabo Mecos Rianxo Bueu Samertolameu Vilaxoan Cesantes Perillo Mera |
| Perillo      | Perillo               | Perillo              | La Coruña  | Muros Esteirana Puebla Cabo Mecos Rianxo Bueu Samertolameu Vilaxoan Cesantes Perillo Mera |
| Mera         | A Mariñeira           | Meca                 | La Coruña  | Muros Esteirana Puebla Cabo Mecos Rianxo Bueu Samertolameu Vilaxoan Cesantes Perillo Mera |

Los clubes participantes están ordenados geográficamente, de oeste a este.

### Grupo B
| Equipo            | Nombre de la Trainera | Localidad            | Provincia  | Localización de los equipos del Grupo B                                                                                  |
| ----------------- | --------------------- | -------------------- | ---------- | --- |
| Puebla B          | Carmela               | Puebla del Caramiñal | La Coruña  | Puebla B Amegrove Virxe da Guía Vila de Cangas Samertolameu B Chapela A Cabana - Ferrol Mugardos Narón Cedeira Castropol |
| Amegrove          | Pabliño               | El Grove             | Pontevedra | Puebla B Amegrove Virxe da Guía Vila de Cangas Samertolameu B Chapela A Cabana - Ferrol Mugardos Narón Cedeira Castropol |
| Virxe da Guía     | A Punta               | Vigo                 | Pontevedra | Puebla B Amegrove Virxe da Guía Vila de Cangas Samertolameu B Chapela A Cabana - Ferrol Mugardos Narón Cedeira Castropol |
| Vila de Cangas    | Balea                 | Cangas de Morrazo    | Pontevedra | Puebla B Amegrove Virxe da Guía Vila de Cangas Samertolameu B Chapela A Cabana - Ferrol Mugardos Narón Cedeira Castropol |
| Samertolameu B    | A Terca               | Meira                | Pontevedra | Puebla B Amegrove Virxe da Guía Vila de Cangas Samertolameu B Chapela A Cabana - Ferrol Mugardos Narón Cedeira Castropol |
| Chapela           | Arealonga             | Redondela            | Pontevedra | Puebla B Amegrove Virxe da Guía Vila de Cangas Samertolameu B Chapela A Cabana - Ferrol Mugardos Narón Cedeira Castropol |
| A Cabana - Ferrol | Albatros              | La Cabana            | La Coruña  | Puebla B Amegrove Virxe da Guía Vila de Cangas Samertolameu B Chapela A Cabana - Ferrol Mugardos Narón Cedeira Castropol |
| Mugardos          | Bestarruza            | Mugardos             | La Coruña  | Puebla B Amegrove Virxe da Guía Vila de Cangas Samertolameu B Chapela A Cabana - Ferrol Mugardos Narón Cedeira Castropol |
| Narón             | Punta Caleira         | Narón                | La Coruña  | Puebla B Amegrove Virxe da Guía Vila de Cangas Samertolameu B Chapela A Cabana - Ferrol Mugardos Narón Cedeira Castropol |
| Cedeira           | Candieira             | Cedeira              | La Coruña  | Puebla B Amegrove Virxe da Guía Vila de Cangas Samertolameu B Chapela A Cabana - Ferrol Mugardos Narón Cedeira Castropol |
| Castropol         | Ría del Eo            | Castropol            | Asturias   | Puebla B Amegrove Virxe da Guía Vila de Cangas Samertolameu B Chapela A Cabana - Ferrol Mugardos Narón Cedeira Castropol |

Los clubes participantes están ordenados geográficamente, de oeste a este.

### Equipos por provincia
| Provincia  | Grupo | N. | Equipos                                                          |
| ---------- | ----- | -- | ---------------------------------------------------------------- |
| La Coruña  | A     | 7  | Cabo de Cruz, Esteirana, Mera, Muros, Perillo, Puebla, Rianxo    |
| La Coruña  | B     | 5  | A Cabana - Ferrol, Cedeira, Mugardos, Narón, Puebla B            |
| La Coruña  | TOTAL | 12 |                                                                  |
| Pontevedra | A     | 5  | Bueu, Cesantes, Mecos, Samertolameu, Vilaxoán                    |
| Pontevedra | B     | 5  | Amegrove, Chapela, Samertolameu B, Vila de Cangas, Virxe da Guía |
| Pontevedra | TOTAL | 10 |                                                                  |
| Asturias   | A     | -  | -                                                                |
| Asturias   | B     | 1  | Castropol                                                        |
| Asturias   | TOTAL | 1  |                                                                  |

### Ascensos y descensos
| Pos. | Ascendido a Liga ACT 2021 |
| ---- | ------------------------- |
| 1.º  | Tirán                     |

| Grupo A |                      |
| --- | -------------------- |
| \| Pos. \| Ascendido de Grupo B \| \| ---- \| -------------------- \| \| 1.º \| Puebla \| \| 2.º \| Cesantes \| \| 3.º \| Perillo \| |                      |
| Pos. | Ascendido de Grupo B |
| 1.º | Puebla               |
| 2.º | Cesantes             |
| 3.º | Perillo              |

| Grupo B | Grupo B           |
| --- | ----------------- |
| \| Pos. \| Nueva inscripción \| \| ---- \| ----------------- \| \| - \| A Cabana - Ferrol \| \| - \| Amegrove \| \| - \| Cedeira \| \| - \| Mugardos \| \| - \| Puebla B \| \| - \| Samertolameu B \| \| - \| Vila de Cangas \| \| - \| Virxe da Guía \| |                   |
| Pos. | Nueva inscripción |
| - | A Cabana - Ferrol |
| - | Amegrove          |
| - | Cedeira           |
| - | Mugardos          |
| - | Puebla B          |
| - | Samertolameu B    |
| - | Vila de Cangas    |
| - | Virxe da Guía     |

     Ascenso directo.

     Ascenso después de play-off.

     Nueva inscripción.

## Clasificación

### Grupo A
A continuación se recoge la clasificación en cada una de las regatas disputadas.
Los puntos se reparten entre los diez participantes en cada regata.
| Posición | 1.º | 2.º | 3.º | 4.º | 5.º | 6.º | 7.º | 8.º | 9.º | 10.º | 11.º | 12.º |
| -------- | --- | --- | --- | --- | --- | --- | --- | --- | --- | ---- | ---- | ---- |
| Puntos   | 12  | 11  | 10  | 9   | 8   | 7   | 6   | 5   | 4   | 3    | 2    | 1    |

| Pos. | Club         | Trainera           | 1 PED | 2 PUE | 3 SAL | 4 BOI | 5 MER | 6 CAR | 7 BUE | 8 VIL | 9 CES | 10 MUR | 11 RIA | 12 SAM | 13 TER | Puntos |
| ---- | ------------ | ------------------ | ----- | ----- | ----- | ----- | ----- | ----- | ----- | ----- | ----- | ------ | ------ | ------ | ------ | ------ |
| 1    | Samertolameu | A Terca            | 1     | 1     | 2     | 1     | 1     | 2     | 1     | 1     | 1     | 1      | 1      | 1      | 1      | 151    |
| 2    | Bueu         | Maruxia            | 2     | 2     | 1     | 2     | 2     | 1     | 2     | 3     | 2     | 4      | 3      | 2      | 4      | 136    |
| 3    | Cabo de Cruz | Cabo da Cruz       | 3     | 3     | 9     | 4     | 5     | 7     | 5     | 4     | 7     | 2      | 2      | 3      | 2      | 110    |
| 4    | Mecos        | Mequiña            | 6     | 5     | 4     | 3     | 4     | 5     | 3     | 5     | 5     | 5      | 4      | 4      | 5      | 108    |
| 5    | Mera         | A Mariñeira        | 4     | 6     | 6     | 5     | 6     | 4     | 4     | 9     | 3     | 3      | 6      | 9      | 3      | 98     |
| 6    | Puebla       | Carmela            | 11    | 7     | 7     | 6     | 3     | 3     | 6     | 2     | 4     | 6      | 5      | 6      | 9      | 91     |
| 7    | Vilaxoán     | A Revenida         | 9     | 9     | 3     | 7     | 8     | 6     | 7     | 6     | 8     | COV    | COV    | 8      | 8      | 73     |
| 8    | Rianxo       | Concello de Rianxo | 10    | 8     | 5     | 9     | 7     | 8     | 9     | 7     | 6     | 8      | 8      | 5      | 6      | 70     |
| 9    | Cesantes     | San Pedro          | 8     | 4     | 10    | 8     | COV   | COV   | 10    | 8     | 9     | 7      | 7      | 7      | 7      | 66     |
| 10   | Esteirana    | Esteirana          | 5     | 11    | 8     | 12    | 9     | 9     | 8     | 10    | 10    | 9      | 11     | 11     | DNP    | 43     |
| 11   | Muros        | Muradana           | 7     | 12    | 12    | 10    | 11    | 11    | 11    | 11    | 11    | 11     | 9      | 10     | DNP    | 30     |
| 12   | Perillo      | Perillo            | 12    | 10    | 11    | 11    | 10    | 10    | COV   | COV   | 12    | 10     | 10     | 12     | DNP    | 26     |

| Color     | Resultado                        |
| --------- | -------------------------------- |
| Oro       | Ganador                          |
| Plata     | Segundo                          |
| Bronce    | Tercero                          |
| Verde     | Puntuó                           |
| Negro     | DSQ - Descalificado              |
| Sin color | DNP - Inscrito pero no participó |
| Sin color | COV - Afectada por COVID-19      |

En el XXXV Trofeo Teresa Herrera, solo puntuaron las 9 primeras traineras.
| Evolución de la clasificación general del Grupo A                |                                                                  |
| ---------------------------------------------------------------- | ---------------------------------------------------------------- |
| Gráfico no disponible temporalmente debido a problemas técnicos. |                                                                  |
|                                                                  | Gráfico no disponible temporalmente debido a problemas técnicos. |

### Grupo B
A continuación se recoge la clasificación en cada una de las regatas disputadas.
Los puntos se reparten entre los once participantes en cada regata.
| Posición | 1.º | 2.º | 3.º | 4.º | 5.º | 6.º | 7.º | 8.º | 9.º | 10.º | 11.º |
| -------- | --- | --- | --- | --- | --- | --- | --- | --- | --- | ---- | ---- |
| Puntos   | 11  | 10  | 9   | 8   | 7   | 6   | 5   | 4   | 3   | 2    | 1    |

| Pos. | Club              | Trainera      | 1 VIG | 2 CAN | 3 NAR | 4 RED | 5 MUG | 6 FER | 7 GRO | 8 CED | 9 AST | 10 BAR | 11 FAN | Puntos |
| ---- | ----------------- | ------------- | ----- | ----- | ----- | ----- | ----- | ----- | ----- | ----- | ----- | ------ | ------ | ------ |
| 1    | Narón             | Punta Caleira | 1     | 2     | 2     | 2     | 1     | 1     | 2     | COV   | COV   | 1      | 2      | 114    |
| 2    | Mugardos          | Bestarruza    | 2     | 1     | 1     | 1     | 2     | 3     | 1     | 1     | 4     | 2      | 1      | 113    |
| 3    | Cedeira           | Candieira     | 3     | 4     | 3     | 3     | 3     | 2     | 4     | 2     | 1     | 5      | 4      | 98     |
| 4    | Vila de Cangas    | Balea         | 6     | 6     | 5     | 8     | 4     | 4     | 5     | 4     | 2     | 6      | 3      | 79     |
| 5    | Samertolameu B    | A Terca       | 7     | 8     | 6     | 6     | 5     | 7     | 3     | 3     | 5     | 4      | 5      | 73     |
| 6    | Amegrove          | Pabliño       | 5     | 3     | 4     | 4     | 7     | 8     | COV   | COV   | COV   | 8      | 8      | 70     |
| 7    | Chapela           | Arealonga     | 4     | 5     | 9     | 7     | 8     | COV   | COV   | 7     | 8     | 3      | 6      | 61     |
| 8    | Virxe da Guía     | A Punta       | DSQ   | 7     | 7     | 5     | 6     | 5     | 6     | 5     | 6     | 10     | 7      | 56     |
| 9    | Castropol         | Ría del Eo    | 9     | 9     | 8     | 10    | 10    | 6     | 9     | 6     | 3     | 7      | 9      | 46     |
| 10   | Puebla B          | Carmela       | 8     | 11    | 11    | 9     | 11    | 9     | 7     | 8     | 7     | 9      | 10     | 32     |
| 11   | A Cabana - Ferrol | Albatros      | 10    | 10    | 10    | DNP   | 9     | 10    | 8     | 9     | 9     | 11     | 11     | 23     |

Virxe da Guía fue descalificada de la XXXI Bandera Concejo de Cangas por entrar mal en meta.
La tripulación de A Cabana - Ferrol no participó en la XXXV Bandera Concejo de Redondela por motivos laborales, lesiones y enfermedad distinta de COVID-19.
| Evolución de la clasificación general del Grupo B                |                                                                  |
| ---------------------------------------------------------------- | ---------------------------------------------------------------- |
| Gráfico no disponible temporalmente debido a problemas técnicos. |                                                                  |
|                                                                  | Gráfico no disponible temporalmente debido a problemas técnicos. |

### Play-off de ascenso a Liga ACT
Los puntos se reparten entre los cinco participantes en cada regata.
| Posición | 1.º | 2.º | 3.º | 4.º | 5.º |
| -------- | --- | --- | --- | --- | --- |
| Puntos   | 5   | 4   | 3   | 2   | 1   |

| Pos. | Club                 | Trainera    | 1 BER | 2 POR | Puntos |
| ---- | -------------------- | ----------- | ----- | ----- | ------ |
| 1    | Getaria              | Esperantza  | 1     | 2     | 9      |
| 2    | Kaiku-Berez Galanta  | Bizkaitarra | 3     | 1     | 7      |
| 3    | Samertolameu-Oversea | Meira Mar   | 2     | 3     | 5      |
| 4    | Tirán-Pereira        | Pereira     | 4     | 4     | 4      |
| 5    | Bueu                 | Maruxia     | 5     | 5     | 2      |

### Play-off entre grupos
Los puntos se reparten entre los tres participantes en cada regata.
| Posición | 1.º | 2.º | 3.º | 4.º |
| -------- | --- | --- | --- | --- |
| Puntos   | 4   | 3   | 2   | 1   |

| Pos. | Club      | Trainera   | 1 JO1 | 2 JO2 | Puntos |
| ---- | --------- | ---------- | ----- | ----- | ------ |
| 1    | Esteirana | Esteirana  | 1     | 2     | 7      |
| 2    | Mugardos  | Bestarruza | 2     | 1     | 7      |
| 3    | Muros     | Muradana   | 3     | 3     | 4      |
| 4    | Cedeira   | Candieira  | 4.º   | 4.º   | 2      |

Esteirana quedó primera por la suma de tiempos, con una diferencia de 3 segundos con Mugardos.